# Arbetsmarknadsdepartementet
Arbetsmarknadsdepartementet (A) är en del av det svenska regeringskansliet som ansvarar för frågor och ärenden som rör arbetsmarknad, arbetsrätt och arbetsmiljö. Departementet ansvarar också för arbetet för ökad jämställdhet mellan kvinnor och män och mänskliga rättigheter på nationell nivå. Dessutom ansvarar departementet för arbetet för integration, mot segregation, rasism och diskriminering samt för att stärka hbtq-personers och barns rättigheter.
Chef för Arbetsmarknadsdepartementet är arbetsmarknadsminister Johan Britz. Övriga statsråd på departementet är jämställdhetsminister Nina Larsson. Därutöver finns ett tiotal politiska tjänstemän anställda i de politiska staberna, bland annat pressekreterare, statssekreterare och politiskt sakkunniga. Vid övriga enheter på departementet är tjänstemännen opolitiskt anställda.
Departementet instiftades den 1 januari 1974 som ansvarigt för bland annat arbetsmarknadsfrågor och arbetade fram till den 31 december 1998. Från den 1 januari 1999 till den 31 december 2006 skötte Näringsdepartementet Arbetsmarknadsdepartementets tidigare ansvarsområden. 2006 återbildade Regeringen Reinfeldt Arbetsmarknadsdepartementet från den 1 januari 2007.

## Statsråd

### Arbetsmarknadsminister
Se Sveriges arbetsmarknadsminister

### Övriga statsråd vid Arbetsmarknadsdepartementet
| Namn | Namn              | Titel                                                                                             | Ämbetsperiod                     | Politisk tillhörighet   |
| ---- | ----------------- | ------------------------------------------------------------------------------------------------- | -------------------------------- | ----------------------- |
|      | Erik Ullenhag     | Integrationsminister                                                                              | 5 oktober 2010–3 oktober 2014    | Folkpartiet liberalerna |
|      | Åsa Lindhagen     | Jämställdhetsminister                                                                             | 21 januari 2019–5 februari 2021  | Miljöpartiet            |
|      | Märta Stenevi     | Jämställdhetsminister- och bostadsminister                                                        | 5 februari 2021–30 november 2021 | Miljöpartiet            |
|      | Johan Danielsson  | Bostadsminister och bitr. arbetsmarknadsminister                                                  | 30 november 2021–18 oktober 2022 | Socialdemokraterna      |
|      | Paulina Brandberg | Jämställdhetsminister och bitr. arbetsmarknadsminister (2022–2024)/arbetslivsminister (2024–2025) | 18 oktober 2022–1 april 2025     | Liberalerna             |
|      | Nina Larsson      | Jämställdhetsminister och arbetslivsminister (-28 juni 2025)                                      | 1 april 2025–                    | Liberalerna             |

## Myndigheter
Arbetsmarknadsdepartementet har 16 myndigheter inordnade under sig (april 2019).
- Arbetsdomstolen
- Arbetsförmedlingen
- Arbetsmiljöverket
- Barnombudsmannen (BO)
- Delegationen mot segregation
- Diskrimineringsombudsmannen (DO)
- ILO-kommittén
- Inspektionen för arbetslöshetsförsäkringen
- Institutet för arbetsmarknadspolitisk utvärdering
- Jämställdhetsmyndigheten
- Medlingsinstitutet
- Myndigheten för arbetsmiljökunskap
- Nämnden för styrelserepresentationsfrågor
- Nämnden mot diskriminering
- Rådet för Europeiska socialfonden i Sverige
- Statens nämnd för arbetstagares uppfinningar